# 사토 에리코 (축구 선수)
사토 에리코(일본어: 佐藤 衣里子, 1985년 11월 25일 ~ )는 일본의 은퇴한 여자 축구 선수이다.

## 국가대표팀 경력
그녀는 2003년 7월 27일 오스트레일리아과의 경기에서 일본 국가대표팀에 데뷔했다. 그녀는 2008년까지 국제 A매치 2경기에 출전했다.

## 통계
| 일본 | 일본 | 일본 |
| 연도 | 출전 | 득점 |
| ---- | ---- | ---- |
| 2003 | 1    | 0    |
| 2004 | 0    | 0    |
| 2005 | 0    | 0    |
| 2006 | 0    | 0    |
| 2007 | 0    | 0    |
| 2008 | 1    | 0    |
| 통산 | 2    | 0    |